# Cardroc
Cardroc település Franciaországban, Ille-et-Vilaine megyében. Lakosainak száma 598 fő (2022. január 1.). Cardroc La Baussaine, La Chapelle-Chaussée, Les Iffs és Miniac-sous-Bécherel községekkel határos.

## Népesség
A település népességének változása:
| Lakosok száma | 402  | 332  | 376  | 473  | 543  | 550  | 574  | 593  | 602  | 598  |
|               | 1968 | 1982 | 1990 | 2006 | 2013 | 2015 | 2017 | 2019 | 2020 | 2022 |